# Bruno Dürigen

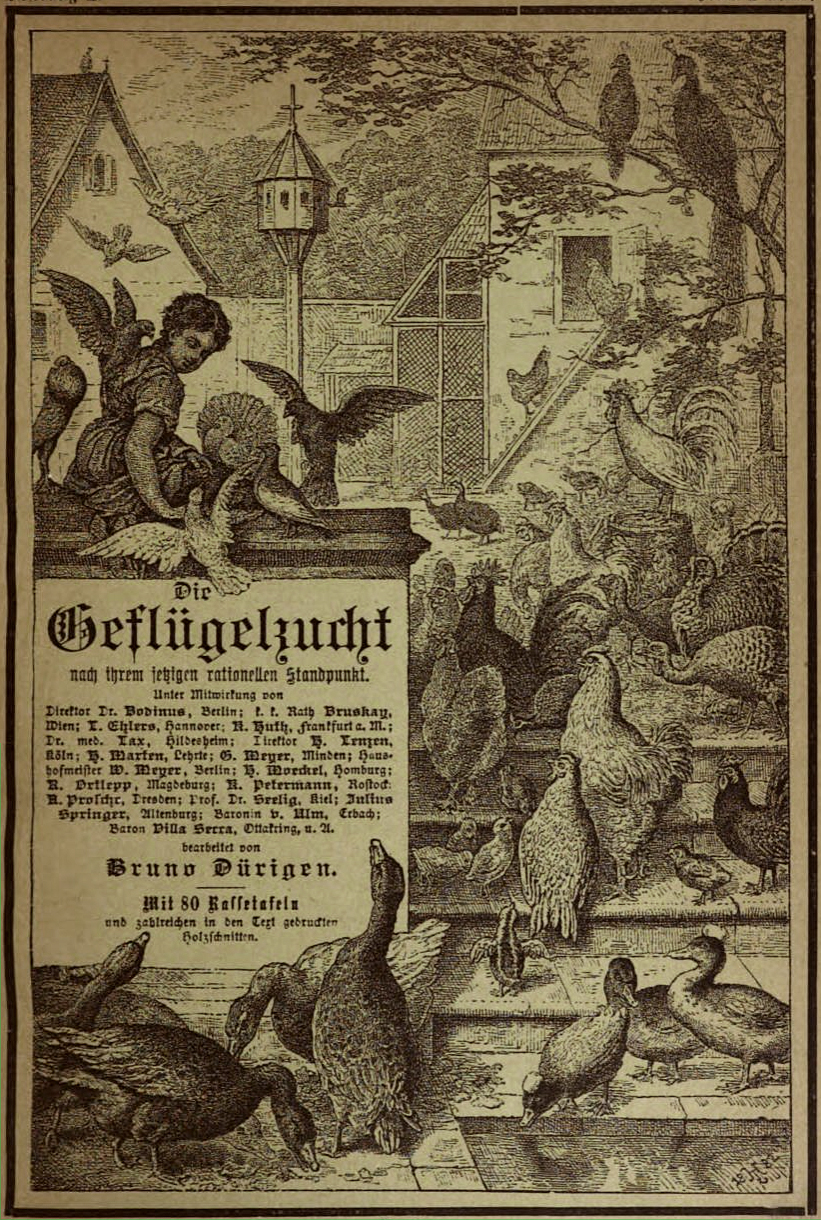
Titelseite des Buches „Die Geflügelzucht, nach ihrem jetzigen rationellen Standpunkt“, 1886

Eduard Bruno Dürigen (* 1. Februar 1853 in Erdmannsdorf, Sachsen; † 12. Februar 1930 in Berlin) war ein deutscher Zoologe und Geflügelkundler. Er lehrte als erster Wissenschaftler in Deutschland Geflügelzuchtwesen.

## Leben
Dürigen wurde 1853 als zweites von vier Kindern eines Sattlermeisters im sächsischen Erdmannsdorf geboren. Seine Eltern züchteten Rassegeflügel und Dürigen besaß bereits im Alter von elf Jahren seinen eigenen Taubenschlag unter anderem mit Farbentauben und Trommlern und besuchte regelmäßig die Chemnitzer Taubenmärkte. Neben Tauben und ihrer Zucht kam Dürigen bereits als Jugendlicher auch mit der Hühnerzucht in Berührung und knüpfte Kontakte zu Züchtern. Geflügelzucht war zu dieser Zeit ein neues Gebiet, hatte sie doch erst in Dürigens Geburtsjahr mit Robert Oettels Geflügelzüchterverein professionell begonnen.
Dürigen ließ sich nach Ende der Schulzeit in Zschopau zum Lehrer ausbilden und unterrichtete von 1872 bis 1881 in verschiedenen Städten im Erzgebirge sowie zuletzt in Berlin. In Dresden lernte er zwischenzeitlich bei Ludwig Reichenbach, der in ihm das Interesse an wissenschaftlicher Beschäftigung im naturwissenschaftlichen Bereich weckte. Dürigen lebte ab 1874 in Berlin und studierte drei Jahre lang Botanik und Zoologie an der Berliner Universität – zu seinen Dozenten gehörten Wilhelm Peters und Eduard von Martens –, ohne das Studium jedoch abzuschließen. Er trat in Kontakt mit Fachmännern der Ornithologie und Zoologie, darunter Heinrich Bodinus, Alfred Brehm, Adolf Bernhard Meyer, Ludwig Heck sowie Karl Ruß, mit dem er 1876 die Isis. Zeitschrift für alle naturwissenschaftlichen Liebhabereien gründete und damit begann, seine wissenschaftlichen Interessen auch im expandieren Feld populärwissenschaftlicher Aufklärung darzustellen. Neben dem Studium begann er mit der Geflügelzucht, zunächst von rebhuhnfarbenen Italienern. Theoretische Universitätsstudien ergänzte er durch Studienreisen im In- und Ausland; er arbeitete auch nach dem Studium in Geflügelzuchtbetrieben und in zoologischen Gärten und betätigte sich ab 1887 als Preisrichter auf Geflügelausstellungen. Ebenfalls ab 1887 war er in Berlin als städtischer Verwalter tätig und gab diese Stelle erst um 1906 auf.
Dürigen wurde 1906 der deutschlandweit erste Honorardozent für Geflügelzucht. Er lehrte nun an der Landwirtschaftlichen Hochschule in Berlin, die ihn 1925 ebenfalls deutschlandweit erstmals zum Honorarprofessor für Geflügelzuchtlehre berief. Dürigen war auf Hausgeflügelrassen spezialisiert und gründete an der Hochschule ein Geflügel-Museum, das an sein Institut angelagert war. Es entstand aus der Geflügelsammlung der Hochschule und wurde von Dürigen „im Laufe der Jahre um sehr viele wertvolle Stücke“ bereichert und ausgebaut. Präparierte Hühner der Sammlung, wie das Lakenfelder Huhn, wurden in das Museum für Naturkunde in Berlin übernommen.
Dürigen verstarb nach kurzer Krankheit 1930 in Berlin und wurde auf dem alten Thomas-Friedhof in Berlin-Neukölln beigesetzt. Die Trauerrede hielt Jan Gerriets-Purkswarf, mit dem Dürigen eine lange Freundschaft verband. Nachrufe würdigten ihn als „eine Säule der deutschen Geflügelzucht“ und „tonangebende[n] Fachmann im Bereich der Geflügelzucht“. Rückblickend wurde er als bedeutendster Geflügelforscher des ersten Drittels des 20. Jahrhunderts bezeichnet.
Dürigens schriftlicher Nachlass, darunter Vorlesungspapiere, Manuskripte sowie seine Bibliothek, sind nicht erhalten.

## Wirken
Dürigen galt als ausgewiesener Fachmann im Bereich der Hausgeflügelrassen und publizierte viel. Als Haupt- und Standardwerk galt Zeitgenossen das zweibändige Geflügelzucht aus dem Jahr 1886, das 1930 bereits in dritter Auflage erschienen war und auch im Ausland Verbreitung fand. Unter anderem wurde es ins Spanische übersetzt. Dürigen bildete auch praktische Geflügelzüchter mit Ministeriumsunterstützung in Form von jährlichen Vortragskursen weiter.
Zudem arbeitete er zu herpetologischen und terraristischen Themen und veröffentlichte von 1891 bis 1897 das Werk Deutschlands Amphibien und Reptilien, das ein Standardwerk zur Amphibien- und Reptilienwelt Deutschlands wurde und erst 1996 durch Rainer Günthers Werk Die Amphibien und Reptilien Deutschlands einen Nachfolger fand. Für sein Werk untersuchte Dürigen die Herpetofauna Deutschlands, wobei er sich zunächst auf Sachsen beschränkte, seine Nachforschungen jedoch später auf Brandenburg und weitere Teile Deutschlands ausdehnte. Dürigen engagierte sich aktiv für den Naturschutz.
Dürigen war neben seiner publizistischen und forschenden wissenschaftlichen Tätigkeit auch ein Praktiker. Er setzte sich dafür ein, dass Geflügelzucht als „ein… wichtige[r] ökonomische[r] Faktor“ erkannt wurde und forderte eine höhere Produktion von Eiern und Schlachtgeflügel. Wurden Eier und Schlachtgeflügel zunächst überwiegend importiert, setzte unter Dürigen ein Umdenken ein. Erste Geflügelfarmen auf deutschem Boden entstanden in den 1920er-Jahren. „Wenn wir heute in Deutschland auf dem besten Wege sind, uns in einem gewissen Umfang von dem Import von Eiern und Schlachtgeflügel unabhängig zu machen, so ist das in nicht kleinem Maße der fruchtbringenden Tätigkeit Bruno Dürigens zu verdanken“, so ein Kommentar aus dem Jahr 1930.
Dürigen war von 1876 bis 1885 Chefredakteur und Mitherausgeber der Zeitschrift Isis sowie von 1889 bis 1895 erster Chefredakteur der Blätter für Aquarien- und Terrarien-Freunde. Ab 1890 war er Mitglied im Verein der Aquarien- und Terrarienliebhaber zu Berlin und bis zu seinem Tod Ehrenmitglied im Klub Berliner Taubenzüchter 1906 e. V. In Köln war er an der Gründung des Verbandes Deutscher Brieftaubenzüchter beteiligt gewesen und hatte als erster Schriftführer des Vereins fungiert.
Dürigen arbeitete ab 1887 aktiv als Preisrichter für Geflügel und wurde Mitbegründer der Geflügelpreisrichter-Vereinigung Provinz Brandenburg und Berlin sowie deren Ehrenmitglied.

## Ehrungen und Andenken
Im Januar 1928 verlieh die Berliner Universität Dürigen die Ehrendoktorwürde. Er erhielt den Titel „Doktor der Landwirtschaft ehrenhalber“ dabei in Anerkennung seiner „hervorragenden Dienste um die wissenschaftliche und praktische Förderung der deutschen Geflügelzucht“. Eine zu diesem Anlass angefertigte Büste Dürigens ist in der Humboldt-Universität zu Berlin aufgestellt.
Im Jahr 2004 wurde der Wissenschaftliche Geflügelhof des Bundes Deutscher Rassegeflügelzüchter eingerichtet, die in Erinnerung an den Pionier der Geflügelforschung den Namen „Bruno-Dürigen-Institut“ erhielt. Mit der Bruno-Dürigen-Gedenkmedaille ehrte der Landesverband Sächsischer Rassegeflügelzüchter 2005 das Andenken Dürigens.

## Publikationen (Auswahl)
- Isis. Zeitschrift für alle naturwissenschaftlichen Liebhabereien. Verkehrsblatt für naturgeschichtlichen Kauf und Tausch. Hrsg. von Karl Ruß und Bruno Dürigen. Gerschel, Berlin 1876–1889 Jahrgang 1879 Digitalisat
- Die Geflügelzucht nach ihrem jetzigen rationellen Standpunkt. Paul Parey, Berlin 1886
- Fremdländische Zierfische. Winke zur Beobachtung, Pflege und Zucht der Makropoden, Guramis, Gold-, Teleskop-, Hundsfische u. a. nebst Bemerkungen über den Axolotl. Nach Mitteilungen Paul Matte’s Fischzüchter, sowie eigenen Beobachtungen. Paul Matte, Lankwitz-Südende 1886
- Deutschlands Amphibien und Reptilien. Eine Beschreibung und Schilderung sämmtlicher in Deutschland und den angrenzenden Gebieten vorkommenden Lurche und Kriechthiere. Creutz’sche Verlagsbuchhandlung, Magdeburg 1897 doi:10.5962/bhl.title.5514 doi:10.5962/bhl.title.11860
- Katechismus der Geflügelzucht. Weber, Leipzig 1890
- Gänse, Gänsefleisch, Gänsezucht. Paul Parey, Berlin 1916